# Чаробна ноћ (песма)
Чаробна ноћ (Magical Night) је песма Соње Шкорић, која је представљала Србију на Дечјој песми Евровизије 2010. године у Минску.
Песма је победила на националном такмичењу са максималним бројем бодова од жирија и публике, а у финалу Дечје Евровизије заузима 3. место са 113 поена, што је најбољи резултат Србије на овом такмичењу, још од истопласиране Невене Божовић са песмом Пиши ми 2007. године.
Соња је песму написала инспирисана природом у селу Недајно и планином Дурмитор, одакле је њена мајка.